# Sulamani
Le Sulamani est un grand temple bouddhiste du village de Minnanthu, au Sud-ouest de Bagan, en Birmanie. Il fut construit en 1183 par le roi Narapatisithu sur le modèle du Thatbyinnyu (1144), avec quelques influences du Dhammayangyi (1167). Il servit de modèle au temple de Htilominlo.
Il est construit en briques, avec quelques éléments de pierre. Il est très massif : au rez-de-chaussée, son bloc central mesure presque 50 m de côté. L'intérieur présente des fresques, dont la plupart ne sont pas antérieures au XIXe siècle.
Le sikhara (tour-sanctuaire), en partie abattu par le tremblement de terre du 8 juillet 1975, a été reconstruit dans les années 1990, ainsi que le stûpa terminal.